# Roberto Fresnedoso
Roberto Luis Fresnedoso Prieto, noto come Roberto (Toledo, 15 gennaio 1973), è un ex calciatore spagnolo, di ruolo centrocampista.

## Palmarès

### Club

#### Competizioni nazionali
- Campionato spagnolo: 1

Atlético Madrid: 1995-1996
- Coppa di Spagna: 1

Atlético Madrid: 1995-1996
- Segunda División spagnola: 1

Atlético Madrid: 2001-2002